# Chvatěruby (zámek)
Chvatěruby jsou hrad přestavěný na zámek ve stejnojmenné obci v okrese Mělník. Stojí na nevýrazné ostrožně v nadmořské výšce 190 metrů. Od roku 1966 je chráněn jako kulturní památka.

## Historie
První zmínky o Chvatěrubech jsou z predikátu Rudigera z Chvatěrub v období 1219 až 1222. Případné panské sídlo tehdy mělo pravděpodobně podobu dvorce u kostela. Hrad zde zřejmě vznikl v průběhu 14. století a první možná zmínka o něm je z roku 1366, kdy patřil pražskému patriciovi Jakši Bolkovi. Na začátku 15. století hrad získali Zajícové z Hazmburka. V roce 1467 byl hrad dobyt a pobořen královským vojskem Jiřího z Poděbrad, ale brzy na to opraven a obýván Řehořem z Hainburka.

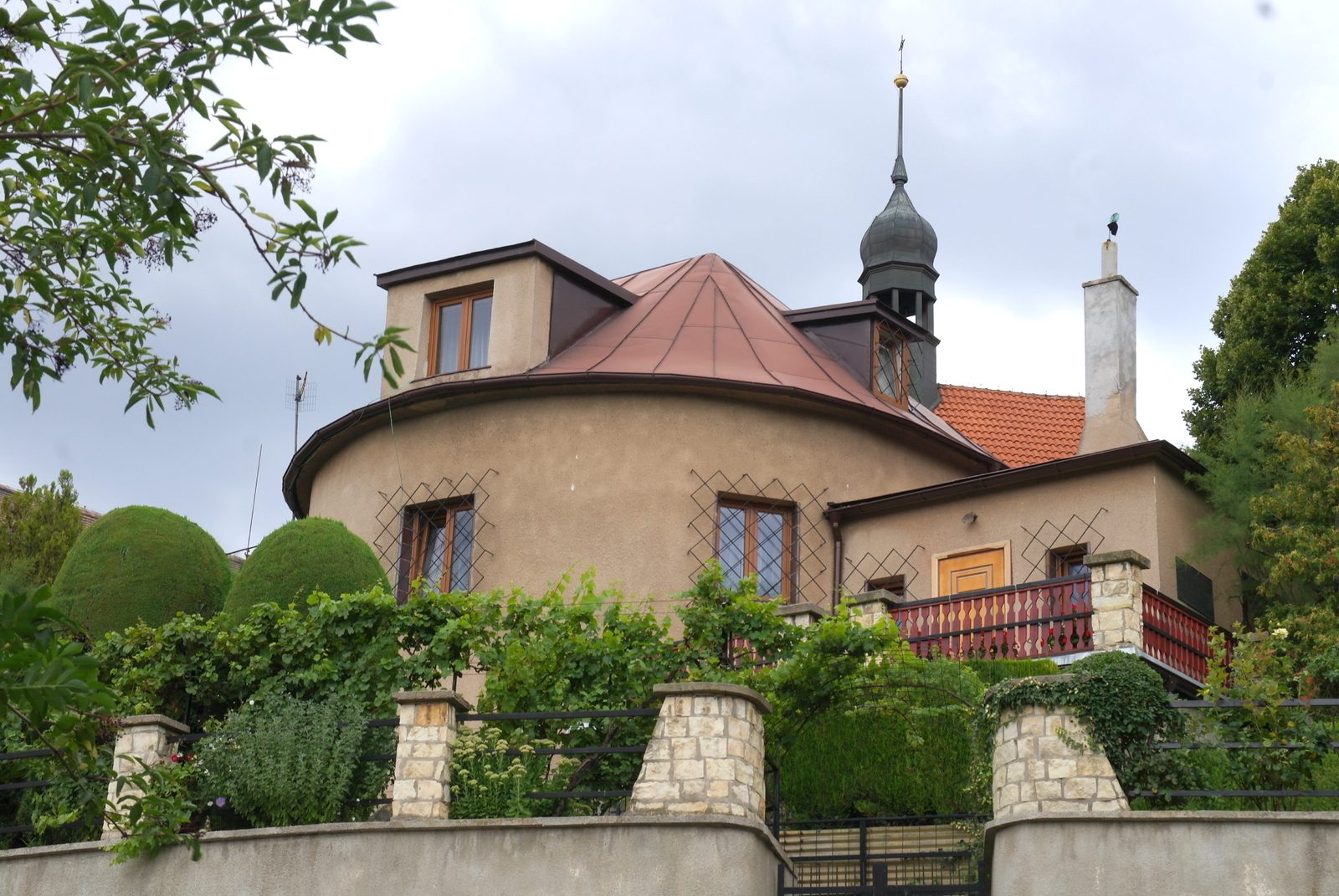
Pozdně gotická bašta upravená na dům

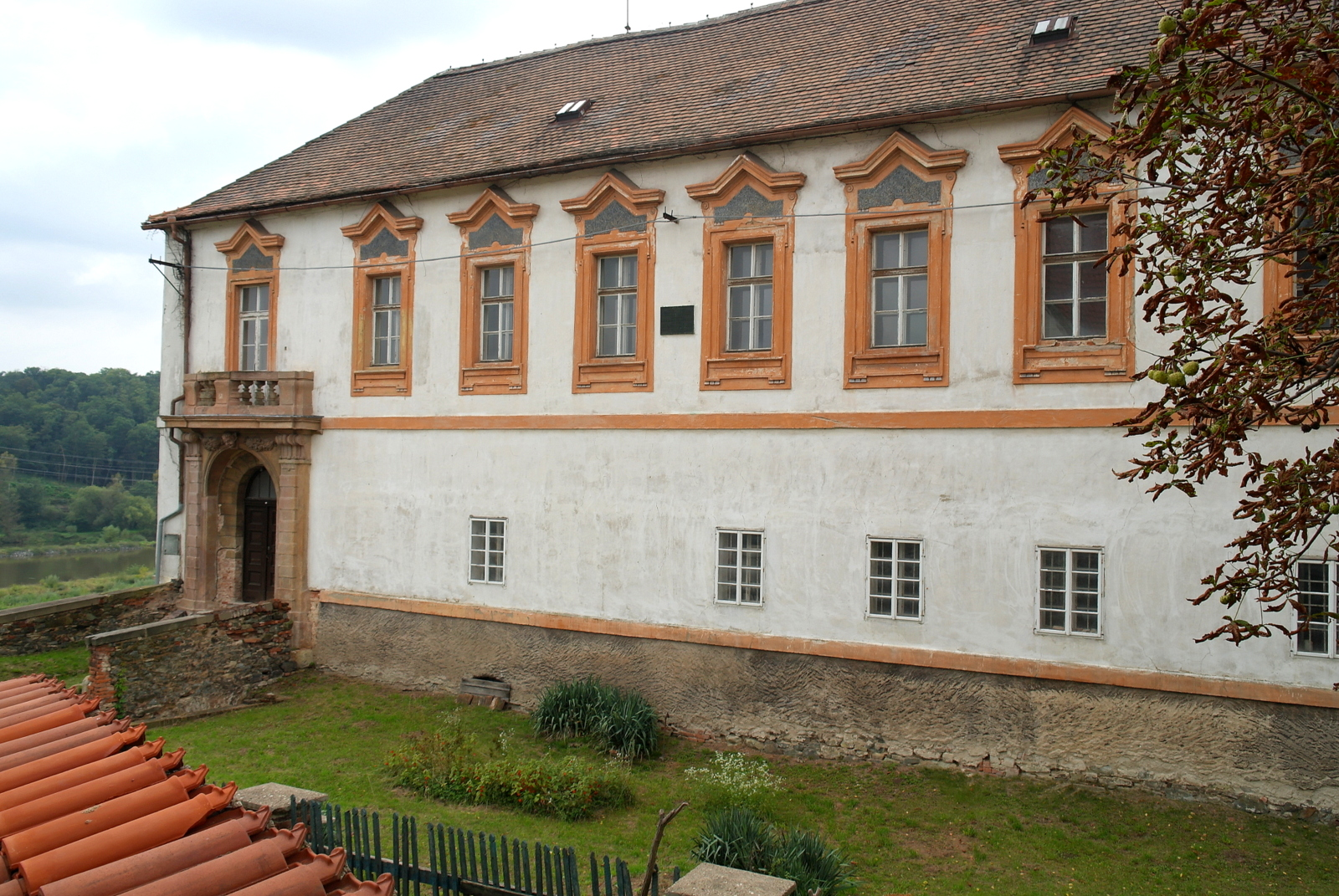
Renesanční křídlo

Roku 1567 byl hrad Janem z Valdštejna († 1576) renesančně přestavěn a ve třicetileté válce byl vydrancován Valdštejnovými vojáky. Po válce hrad koupila Anna Markéta Kostomlatská z Vřesovic, která v roce 1689 hrad odkázala svému muži Kryštofu Karlovi Voračickému z Paběnic.
Na počátku 18. století se jejich syn Karel Josef Voračický oženil s Marií Konstancií, která vnesla na Chvatěrubský hrad honosnější způsob života. Pro vznešenější nový život však starý hrad již nestačil. Proto Karel Josef Voračický roku 1717 požádal křížovnického vicemistra, aby mu dovolil v klášterní skále nalámat 500 sáhů kamene na novou stavbu. Jižní a východní strana zámku byly zbořeny a ke zbylému mohutnému zdivu byl přistavěn nový zámek barokního stylu.
Karel Josef Voračický se při přestavbě velmi zadlužil a nebyl schopen ji dokončit. Od té doby začal zámek zanedbávat. 4. července 1752 vichřice shodila velkou část zámecké střechy. Majitel zámku byl finančně vyčerpaný i stavbou dvora shořelého na jaře, a tak střechu opravil jen ledabyle. 30. září téhož roku byla střecha znovu větrem shozena. V roce 1816 nechal nový majitel chvatěrubského panství z opuštěné zchátralé budovy vytrhat kamenné ostění dveří i oken a převezl je do Panenských Břežan. Potom už ani domácí obyvatelstvo stavbu nešetřilo a odnášelo z ní, co se dalo.
13. září 1817 v jednu hodinu po půlnoci, za úplného bezvětří, zřítila se do farní zahrádky střecha dosud zachovalého východního zámeckého křídla. Do roku 1820 zůstala budova opuštěná, kdy pražský tesařský mistr Rohan se pokusil stavbu opravit. Bohužel ale nebyla obnovena ani spadlá římsa. Když objekt začal ohrožovat kolemjdoucí, roku 1891 farář Frolík nechal na vlastní náklady zdivo zbořit a kamenem zasypat propadlé sklepy. Ve zbylé zřícenině si zřídil zahrádku, odkud je okny bývalého zámku krásný rozhled po romantickém Povltaví. Když poslední majitel upadl v konkurz, ujala se Chvatěrub Hospodářská úvěrní banka, od ní roku 1918 koupil zámek František Matějovský. V roce 1947 byl zámek znárodněn a přešel do vlastnictví státu.
Od roku 1991 jsou majiteli zámku manželé Drášilovi z Prahy, kteří zámek postupně opravují.

## Stavební podoba
V předhradí trojdílného hradu stál kostel svatého Petra a Pavla. Kromě něj se dochovala jižní hradba předhradí s pozdně gotickou baštou přestavěnou na obytný dům. Hradní jádro od předhradí odděloval šíjový příkop. V čele stojí renesanční palác, který ve sklepní úrovni obsahuje zdivo čelní gotické hradby. Z hradu se dále dochovala část mohutné hradby, ale zbytek staveb byl překryt nedostavěnými barokními křídly.

## Přístup
Okolo zámku vede červeně značená turistická trasa. Zámek není veřejnosti přístupný.